# Metalectra alcis
Metalectra alcis är en fjärilsart som beskrevs av William Schaus 1914. Metalectra alcis ingår i släktet Metalectra och familjen nattflyn. Inga underarter finns listade i Catalogue of Life.